# Terra de Miranda
Terra de Miranda és una serie produïda per Zopilote i Voz Audiovisual per Televisión de Galicia, amb exteriors gravats a Mondoñedo i Aranga. Es va començar a emetre el 2001 i constava de 7 temporades i 138 episodis. Va tancar el seu èxit a la pantalla petita el 2007 amb una temporada de 26 episodis en què va arribar a una mitjana de 150.000 espectadors i un 14,7% de quota. Fins i tot fou emesa a la televisió de Polònia.
La sèrie comença amb una veterinària que arriba a un poble de l'interior de Galícia amb els seus dos fills petits per oblidar la seva separació, però amb la imminent jubilació d'un oncle que hi viu, també veterinari, decideix prendre el lloc que deixa vacant.

## Intèrprets
- María Bouzas com Carmela
- Xosé Luís Bernal com Alfonso
- Luís Iglesia com Antón
- Alfonso Agra com Silvino
- Luísa Merelas com Mucha
- Celso Bugallo com Servando
- César Cambeiro
- Juan Carballido
- Mela Casal
- Sara Piñeiro
- Carlos Couso
- Gloria Ferreiro
- Beatriz García
- Xulio Abonjo
- Anselmo Gómez
- Daniel Lago
- Patricia de Lorenzo
- Sonia Méndez
- Carlos Blanco
- Víctor Mosqueira
- Isabel Naveira
- Marcos Pereiro
- Mariana Carballal
- Gonzalo Rey
- Domingo Rey
- Alberto Rolán
- Pepo Suevos
- Carlos Caetano Biscaínho

## Guionistes
- Raúl Dans, Daniel Domínguez, Alejandra Juno

## Premis i nominacions
Premis Mestre Mateo
| Any  | Categoria                      | Receptor                                                               | Resultat   |
| ---- | ------------------------------ | ---------------------------------------------------------------------- | ---------- |
| 2002 | Millor director                | Jorge Coira i Chema Gagino                                             | Nominat    |
| 2002 | Millor actriu                  | María Bouzas                                                           | Guanyadora |
| 2002 | Millor actor secundari         | Xosé Luís Bernal "Farruco"                                             | Nominat    |
| 2002 | Millor actriu secundària       | Patricia de Lorenzo                                                    | Nominat    |
| 2002 | Millor realitzador             | Carlos Sedes                                                           | Nominat    |
| 2002 | Millor sèrie de televisió      | Voz Audiovisual e TVG                                                  | Nominat    |
| 2002 | Millor direcció de producció   | Amalia Mato, Ana Míguez, Silvia Carnero, Alfonso Blanco i Jesús Vecino | Nominat    |
| 2002 | Millor direcció artística      | Antonio Pereira i Inés Rodríguez                                       | Nominat    |
| 2002 | Millor muntatge                | Martín Fiallega, Óscar Rodríguez, Manu Mayo i Luis Millares            | Nominat    |
| 2002 | Millor banda sonora            | Piti Sanz                                                              | Nominat    |
| 2002 | Millor so                      | Fran Arcay, Rubén Bermúdez e Víctor G. Seijo                           | Nominat    |
| 2002 | Millor fotografia/il·luminació | Xosé Manuel Neira                                                      | Guanyadora |
| 2002 | Millor maquillatge i pentinat  | Ana Muíño                                                              | Nominat    |